# 云南幌伞枫
云南幌伞枫（学名：Heteropanax yunnanensis）是五加科幌伞枫属的植物，是中国的特有植物。分布于中国大陆的云南等地，生长于海拔1,500米的地区，一般生长在山谷杂木林中，目前尚未由人工引种栽培。
其种加词 yunnanensis 意为“云南的”。